# La Vieja del Monte
La Vieja del Monte es un personaje mitológico de la tradición oral de los pueblos de la montaña de la provincia de León. Se trata de una figura bondadosa que daba alimentos a los pastores para que se lo llevaran a los niños a su casa o al pueblo.

## Descripción
Se presenta como una anciana que vive en una peña o en una cueva en el monte, donde amasa y cuece pan para los niños de los pueblos cercanos, a quienes se lo envía a través de familiares a la vuelta de su jornada de trabajo en el campo. Este rito se hacía más presente en las temporadas estivales de trabajo agrícola y ganadero más intenso. En algunas zonas se denomina pan de paxarines, pan de pajarines o pan de raposa.
Esta figura cuenta con paralelismos en otras regiones; así, en Pigüeces (Asturias) se recoge la tradición de una vieja que vive en una cabaña donde amasa bollos para dárselos a los niños. En Proaza, también en Asturias, se localiza la Cueva la Maruxina, a donde subían los niños a que esta Maruxina les diese roscos para merendar. En el valle de la Burunda, en Navarra, se llamaba basoko Mariren ogia (pan de Mari del monte) a los restos de la comida que traían los hombres cuando regresaban a casa, y en otro valle navarro, el de Améscoa, le decían a los más pequeños «Toma pan de la vieja del monte» y «pan de la abuelica del monte», al darles el pan que les había sobrado.
A principios de 2014 se mencionó por primera vez como alternativa local a los personajes típicos navideños, como Papá Noel o los Reyes Magos, aunque desprovista de sus atributos y significado originales, y desde 2016 diferentes asociaciones y colectivos han popularizado su figura en la capital leonesa; en 2017 protagonizó su primera cabalgata y empezó a comercializarse su propio merchandising.